# Гордон Баншафт
Гордон Баншафт (англ. Gordon Bunshaft; 9 травня 1909, Буффало, Нью-Йорк — 6 серпня 1990, Нью-Йорк, Нью-Йорк) — Американський архітектор єврейського походження.

## Біографія
Народився в сім'ї емігрантів з Росії Давида та Єтти Баншафт. Навчався в Лафайєтовській вищій школі в Буффало, де його талант був помічений вчителькою малювання (згодом у неї ж навчався художник Френк Фріс). Вищу освіту Баншафт здобув у Массачусетському технологічному інституті. Пропрацювавши деякий час у Раймона Лоуї, архітектор приєднався до фірми Skidmore, Owings and Merrill, з якою пов'язані його головні здобутки. Як і власники бюро, Баншафт захоплювався Місом ван дер Рое та Ле Корбюзьє.
Першою і чи не головною спорудою Баншафта, що прославила і SOM, став Левер Хаус — нью-йоркський офіс британської миловарної компанії братів Леверів, збудований у 1951—1952 роках на Парк-авеню. Ця 24-поверхова «коробка» зі скла і стали дуже вплинула на архітектуру хмарочосів.
У 1961 році за проектом Баншафта було побудовано ще одну нью-йоркську «коробку» — Уан-Чейз-Манхеттен-Плазу. Двохсотсорокавосьміметровий будинок, створений на замовлення банкіра Девіда Рокфеллера, став 11-м за висотою в місті і 40-м — у країні.
Серед інших робіт архітектора — нове приміщення галереї Олбрайта та Нокса в рідному Буффало (1962), бібліотека Бейнеке в Єльському університеті (1963), Marine Midland Building (1967) та Солоу-білдінг (1974) на Манхеттені (40-й по висоті хмарочоса в Нью-Йорку), бібліотека та музей Ліндона Джонсона у Національному управлінні архівів та документації (1971), музей Хіршхорна у Вашингтоні (1974).
Останні роботи зодчого пов'язані з Джиддой — він збудував у ній будівлю Національного комерційного банку, і навіть разом із Фазлуром Ханом термінал Хадж, у Міжнародному аеропорту короля Абдель-Азиза.
Кажуть, що Баншафта іноді дорікали в тому, що значну частку з його спадщини займають блискучі призми, на що він відповідав: «Я маю намір продовжувати доти, доки не побудую таку, яка мене повністю задовольнить».